# Мерітамон II
Мерітамон II (сер. XV століття до н. е.) — давньоєгипетський діяч, Дружина бога Амона. Низка дослідників рахує її як Мерітамон III, рахуючи її попередницю Яхмос-Мерітамон як Мерітамон II.

## Життєпис
Походила з XVIII династії. Донька фараона Тутмоса III і Мерітра-Хатшепсут. Від останньої отримала титул Дружини бога Амона. В середині 1420-х років до н. е. стала дружиною свого брата-фараона Аменхотепа II. Про неї відомо замало. Ймовірно, померла під час правління фараона, але нічого не відомо про дітей в цьому шлюбі.

## Поховання
У 1929 році знайдено гробницю TT358 в Дейр ель-Бахрі. Її було відновлено в часи XXI династії. Але потім знову пошкоджено. Зрештою використано для поховання доньки фараона Пінеджема I. Аналіз мумії показав, що на момент смерті Мерітамон II мала вік близько 50 років.